# لاستوک گرالام
لاستوک گرالام (به انگلیسی: Lostock Gralam) یک روستا و محله مدنی در بریتانیا است که در چشر غربی و چستر واقع شده‌است. لاستوک گرالام ۲٬۲۹۸ نفر جمعیت دارد.